# Ohrum
Ohrum est une commune allemande de l’arrondissement de Wolfenbüttel dans le Land de Basse-Saxe, l'une des six municipalités faisant partie de la Samtgemeinde Oderwald. Le lieu est mentionné pour la première fois en 747, il s'agit donc l'un des plus anciens de la région.

## Géographie

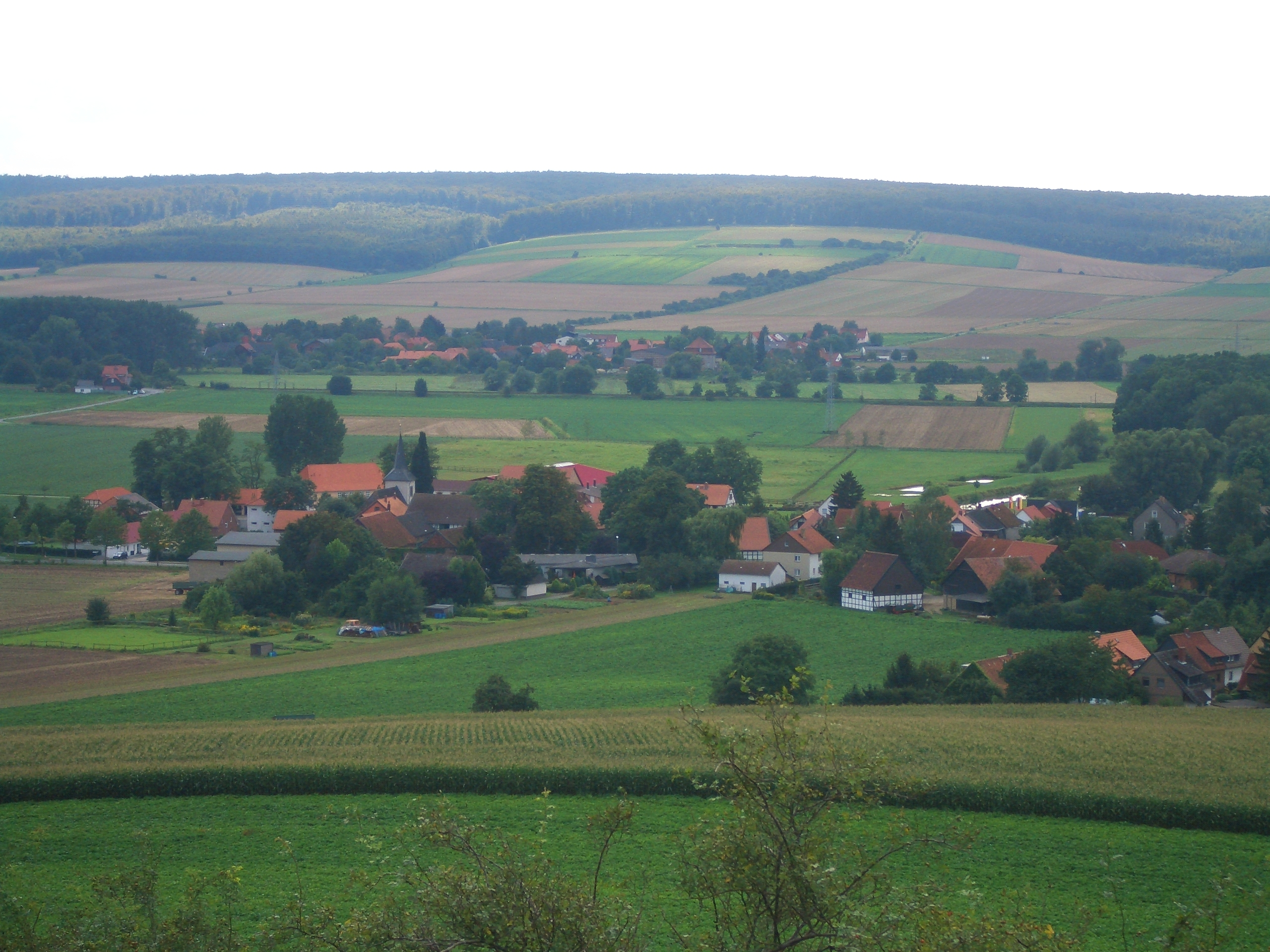
Vue sur la vallée de l'Oker.

La municipalité est située à quelques kilomètres au sud de la ville de Wolfenbüttel, sur la rive ouest de l'Oker, entourée d'un paysage de lœss. À l'est s'élèvent les collines de l'Asse ; plus au sud se situe le massif du Harz.

## Histoire
Des fouilles réalisées dans la commune ont révélé l'existence d'installations néolithiques. Les rives de l'Oker étaient habitées dans l'époque mérovingienne ; c'est ici qu'une route commerciale reliait le Rhin à l'Elbe. Un peu plus au sud se trouve la résidence royale de Werla.
Orhaim, lieu de passage sur le fleuve, est mentionné pour la première fois dans les Annales regni Francorum en 747, lorsque Pépin le Bref luttait contre son frère Griffon. Pendant la guerre des Saxons, en 775, le fils de Pépin, Charlemagne, y a battu les chefs coutumiers de l'Ostphalie. En 780, un grand baptême des Saxons a lieu ici.
Sous la domination de l'évêque Bernward de Hildesheim († 1022), l'importance stratégique d'Ohrum s'est intensifiée.
Situé à quelques kilomètres seulement de Wolfenbüttel, résidence des ducs de Brunswick-Lunebourg, le lieu appartenait néanmoins à l'évêché de Hildesheim pendant des siècles. Après les guerres napoléoniennes et le congrès de Vienne en 1815, le terrain passa au nouveau royaume de Hanovre.

## Source
- (de) Cet article est partiellement ou en totalité issu de l’article de Wikipédia en allemand intitulé « Ohrum » (voir la liste des auteurs).